# Zdzisław Maj (król kurkowy)
Zdzisław Maj „Odnowiciel Pogodny” (ur. 25 maja 1934 w Brodach, zm. 28 stycznia 2019 w Krakowie) – inżynier, polski działacz społeczny, jeden z odnowicieli Zjednoczenia Kurkowych Bractw Strzeleckich RP, prezes krakowskiego Bractwa Kurkowego.

## Życiorys
Po wysiedleniu z Kresów Wschodnich w 1945 roku zamieszkał w Krakowie. Uprawiał czynnie sport, startując w zawodach pływackich. Zdobył tytułu mistrza i wicemistrza Krakowa na dystansie 1500 m. Po ukończeniu technikum budowlanego podjął pracę w biurze projektów. Równocześnie studiował na Politechnice Krakowskiej,  uzyskując tytuł inżyniera budownictwa przemysłowego.W 1986 r. wstąpił do krakowskiego Bractwa Kurkowego. Pięć lat później wraz kilkoma braćmi kurkowymi zainicjował reaktywacje Zjednoczenia Kurkowych Bractw Strzeleckich RP. Na zjeździe powołującym Zjednoczenie został wybrany wiceprezesem. Przyczynił się do przystąpienia Zjednoczenia do Europejskiej Wspólnoty Historycznych Strzelców (ESC). Od 1992 r. był też członkiem plenum Federacji. W 1993 r. został prezesem Bractwa Kurkowego w Krakowie. W 1996 na rok objął funkcję prezesa Zjednoczenia. Rok później nadało mu godność prezesa honorowego Zjednoczenia. W 1998 został krakowskim królem kurkowym, przyjmując przydomek „Odnowiciel Pogodny”. Był szefem komitetu organizacyjnego XII Europejskich Spotkań Strzeleckich w Krakowie. 
Zdzisław Maj, pełniąc funkcje w stowarzyszeniach strzeleckich, był także inicjatorem pomocy dla Fundacji im. Brata Alberta w Radwanowicach. Przy współpracy z wiceprezesem Bractwa, Leszkiem Gołdą, przez wiele lat organizował kwestę na ten cel m.in. w czasie balów królewskich i spotkań europejskich. W ten sposób przyczynił się do budowy Domu Przyjaciół w Schronisku dla Niepełnosprawnych w Radwanowicach. W domu tym mieszka obecnie 30 niepełnosprawnych intelektualnie podopiecznych Fundacji. 
Pochowany został w grobowcu rodzinnym na Cmentarzu Salwatorskim w Krakowie.

## Odznaczenia
- Medal Świętego Brata Alberta (2004)[3]
- Srebrny Krzyż św. Sebastiana
- Oficerski Krzyż św. Sebastiana
- Komandorski Krzyż św. Sebastiana[4]